# Зрадники (серіал)
Зрадники (англ. Traitors) — це британський драматичний телесеріал, створений американською письменницею Батшебою Доран. Серіал транслювався Channel 4 і Netflix 17 лютого — 24 березня 2019. Серіал налічує 6 епізодів.

## Сюжет
Сюжет описує роки після закінчення Другої світової війни, коли лейбористська партія неабияк зміцнила свій вплив на політичну ситуацію Великої Британії. У центрі сюжету — амбіційна дівчина, на ім'я Фіф Саймондс (Feef Symonds), яка погодилася здійснювати шпигунську діяльність на користь американських розвідувальних спецслужб. Вони бажають зробити все, аби соціалістичні настрої британців не призвели до об'єднання Англії з Радянським Союзом.

## У ролях
- Емма Епплтон (Фіф Саймондс) — молодий державний службовець вищого класу в кабінеті Кабінету Міністрів, агент Управління стратегічних послуг.
- Люк Тредавей (Х'ю Фентон) — член Парламенту лейбористської партії для Дербішира і ветеран Королівського танкового полку.
- Майкл Штухлбарг (Роу) — старший американський обробник агентів Управління стратегічних послуг.
- Keeley Hawes (Присцилла Гаррік) — старший державний службовець Кабінету Міністрів.
- Брендон П. Белл (Джексон Коул) — армійський водій, афроамериканець, помічник Роу в Управлінні стратегічних служб.
- Грег Макгу (Давид Хеннессі) — державний службовець в Міністерстві з питань житлового будівництва.
- Джеймі Блеклі (Фредді Сімондс) — брат Фефа, кандидат у депутати Консервативної партії.

## Список епізодів
Серіал складається з 6 серій.
| № серії (в сезоні) | Назва серії | Режисер(и)    | Сценарист(и)       | Оригінальна дата показу | Глядачів UK (млн) |
| --- | ----------- | ------------- | ------------------ | ----------------------- | ----------------- |
| 1 | «Фіф»       | Джабло Волош  | Батшеба Доран      | 17 лютого 2019          | Буде визначено    |
| В 1945 році в Лондоні американський агент спокушає Фіф і пропонує стати шпигуном, щоб знайти російського крота в британському уряді. |             |               |                    |                         |                   |
| 2 | «Х'ю»       | Джабло Волош  | Батшеба Доран      | 24 лютого 2019          | Буде визначено    |
| Коханець Фіф зникає, вона починає стежити за депутатом, котрий закохався в неї.                                                      |             |               |                    |                         |                   |
| 3 | «Присцила»  | Джабло Волош  | Батшеба Доран      | 3 березня 2019          | Буде визначено    |
| Правда про Джарвіс стає відома. Радянський кріт починає підозрювати Фіф. Ставки ростуть.                                             |             |               |                    |                         |                   |
| 4 | «Рей»       | Алекс Вінклер | Емілі Балу         | 10 березня 2019         | Буде визначено    |
| Фіф погрожує американській розвідці викрити їх, тим часом радянський кріт планує її вбивство                                         |             |               |                    |                         |                   |
| 5 | «Джексон»   | Алекс Вінклер | Трейсі Скот Вілсон | 17 березня 2019         | Буде визначено    |
| Фіф дізнається, що сталось з американським шпигуном і хто є кротом. Час збігає, життя Фіф під загрозою.                              |             |               |                    |                         |                   |
| 6 | «Це я»      | Алекс Вінклер | Батшеба Доран      | 24 березня 2019         | Буде визначено    |
| Фіф потрапляє в пастку радянського шпигуна.                                                                                          |             |               |                    |                         |                   |

## Виробництво
Спершу серіал пропонували назвати "Єрусалим".